# 李繼雍
李繼雍，唐朝末年将领，李茂贞的义子，负责驻守阆州（今四川省阆中市）。
西川节度使王建与凤翔节度使李茂贞争夺四川北部和陕西南部。乾宁二年（895年）十一月二十五丁丑日，王建派王宗侃攻克利州利州（今四川省广元市），杀死刺史李繼顒。十二月初二甲申日，阆州防御使李继雍、蓬州（今四川省仪陇县南）刺史费存、渠州（今四川省渠县）刺史陈璠等分别率领所部人马投降王建。